# Parachnoidea
Parachnoidea is een mosdiertjesgeslacht uit de familie van de Arachnidiidae en de orde Ctenostomatida. De wetenschappelijke naam ervan is in 1979 voor het eerst geldig gepubliceerd door d'Hondt.

## Soorten
- Parachnoidea rowdeni Gordon, 2012
- Parachnoidea rylandi d'Hondt, 1979